# Wairere Falls (Mokau River)
Die Wairere Falls  sind ein natürlicher Wasserfall bislang nicht ermittelter Fallhöhe im Gebiet der Ortschaft Aria im Waitomo District der Region Waikato auf der Nordinsel Neuseelands. Er liegt im Lauf des Mokau River unmittelbar hinter dem Stauwehr des Wasserkraftwerks an der Kreuzung der Aria Road mit der Kaitaringa Road.